# Silje Jørgensen
Silje Jørgensen (Kristiansund, 5 de maio de 1975) é uma futebolista norueguesa, campeã olímpica.

## Carreira
Foi medalhista olímpica de ouro pela seleção de seu país em 2000.